# Patrik Werner
Patrik Werner, född den 16 mars 1976, är sportchef i Degerfors IF. Från säsongen 2009 till halva säsongen 2016 var han huvudtränare för klubben. Werner är uppvuxen i Degerfors och ansågs vara en talang som ung. Han var med i Degerfors A-lag i slutet av 90-talet när klubben låg i Allsvenskan. Skador fick honom dock att avsluta karriären tidigt.
Efter att ha tränat juniorlag i sex år blev Werner den 12 november 2008 huvudtränare i Degerfors IF. Detta mycket beroende på att U21-laget gjorde en mycket bra säsong 2008. Som assisterande tränare hade han Jonas Lindskog som hade samma roll i U21-laget.